# Dub letní v Uhříněvsi
Dub letní v Uhříněvsi je památný strom, který roste na břehu Říčanky u ohradní zdi dvora čp. 30 na soukromém pozemku. Je nepřístupný, ale z ulice viditelný.

## Parametry stromu
- Výška (m): 25,0
- Obvod (cm): 409
- Ochranné pásmo: vyhlášené - kruh o poloměru 15 m na p.č. 169/1, 168, 167 a 2180 k.ú. Uhřiněves
- Datum prvního vyhlášení: 23.08.2001[1][2]
- Odhadované stáří: 210 let (k roku 2016)[3]

## Popis
Strom je mohutný s výraznými kořenovými náběhy. Protáhlá koruna je bohatě větvená a sahá do výšky 35 metrů, což řadí dub k nejvyšším památným stromům v Praze. Roste poblíž břehu potoka a má tak dostatek vody i živin. Jeho zdravotní stav je výborný.

## Historie
Dub byl vysazen kolem roku 1805 majitelem hospodářské usedlosti.

## Památné stromy v okolí
- Duby u hráze Podleského rybníka
- Hraniční dub v Uhříněvsi
- Skupina památných dubů u Říčanky v Uhříněvsi